# Vierville (Eure-et-Loir)
Vierville település Franciaországban, Eure-et-Loir megyében. Lakosainak száma 110 fő (2022. január 1.). Vierville Châtenay, Léthuin, Oysonville, Sainville és Gommerville községekkel határos.

## Népesség
A település népessége az elmúlt években az alábbi módon változott:
| Lakosok száma | 99   | 76   | 97   | 115  | 134  | 137  | 132  | 121  | 116  | 110  |
|               | 1968 | 1982 | 1990 | 2006 | 2013 | 2015 | 2017 | 2019 | 2020 | 2022 |